# Боксерско въстание
Боксерското въстание, известно още и като Ихетуа́нско въста́ние, е ксенофобско, антиколониалистическо и антихристиянско въстание в Китай в периода 2 ноември 1899 – 7 септември 1901 година, в последните години на империята Цин. То е започнато от движението „Съюз на правдата и мира“ (Ихътуан), наричано „боксерско“, тъй като много от членовете му практикуват бойни изкуства, което е мотивирано от националистически чувства и враждебност към чуждестранния колониализъм, свързван и с дейността на християнските мисионери.
Въстанието избухва на фона на тежка суша и безредици, предизвикани от нарастващите сфери на влияние на чужди Велики сили. След няколко месеца на нарастващо насилие срещу чужденци и християни в Шандун и Севернокитайската равнина, през юни 1900 г. боксерите, убедени, че са неуязвими за чуждестранните оръжия, се събират в столицата Пекин по лозунга „Подкрепи управлението на Цин и избивай чужденците“. Чужденци и китайци християни търсят убежище в Квартала на посолствата. В отговор на очакваната чужда военна интервенция, която да вдигне обсадата на Квартала на посолствата, първоначално колебливата императрица Цъси застава на страната на боксерите и на 21 юни обявява война на чуждите сили. Дипломати, цивилни и военни чужденци и китайци християни са обсадени в Квартала на посолствата от императорската армия и боксерите в продължение на 55 дни.
Китайските официални власти са разделени между поддръжници на боксерите и подкрепящи помирението, начело с принц Икуан. Цинският главнокомандващ Жунлу по-късно твърди, че е действал в защита на чужденците. Сформираният от чуждестранните сили Алианс на осемте държави изпраща 20-хиляден контингент, разгромява императорската армия и на 14 август влиза в Пекин, вдигайки обсадата, след което градът и околностите му са подложени на безконтролно разграбване и масово избиване на заподозрени в участие във въстанието.
Боксерският протокол от 7 септември 1901 година предвижда смъртно наказание за държавни служители, подкрепяли боксерите, установяване на чуждестранни войски в Пекин и изплащането на огромни репарации в сребро (около 10 милиарда долара по цени от 2017 година). Разгромът на въстанието подтиква императрицата да инициира институционални и фискални реформи в опит да укрепи династията.